# Terry Rance
Terence Rance – pierwszy gitarzysta i jeden z założycieli brytyjskiej heavymetalowej grupy Iron Maiden. Opuścił grupę w 1976 roku zaledwie rok po jej sformowaniu. Został zastąpiony przez Boba Sawyera.
W 2006 roku razem z drugim oryginalnym gitarzystą Maiden  Dave'em Sullivanem zostali szefami grill-baru sygnowanego nazwą Iron Maiden – Eddie's Bar, który znajduje się w Santa Barbara de Nexe w Portugalii.